# Matti Nykänen
Matti Ensio Nykänen [ˈmɑtːi ˈnykænɛn] ⓘ (* 17. Juli 1963 in Jyväskylä; † 4. Februar 2019 in Joutseno) war ein finnischer Skispringer, der in den 1980er Jahren seinen Sport dominierte. Mit vier olympischen Goldmedaillen, fünf Weltmeistertiteln und vier Gesamtweltcup-Siegen gehörte er zu den erfolgreichsten Skispringern überhaupt. Er zählte zu den fünf Athleten (neben ihm Espen Bredesen, Thomas Morgenstern, Jens Weißflog und Kamil Stoch), welche die wichtigsten vier Wettkämpfe im Skisprung (Olympia, Weltmeisterschaften, Gesamtweltcup und Vierschanzentournee) gewannen. Unter diesen ist er der einzige, der darüber hinaus auch Skiflugweltmeister und Skiflugweltrekordhalter war.

## Skisprungkarriere
Nykänen war ähnlich wie sein langjähriger Konkurrent Jens Weißflog ein sehr leichter Springer und konnte 1982 bei den Weltmeisterschaften auf dem Holmenkollbakken in Oslo im Alter von nur 18 Jahren mit dem Weltmeistertitel von der Großschanze seinen ersten großen Triumph feiern. Es folgte jeweils ein weiterer Titel im Mannschaftsspringen bei den nächsten vier aufeinanderfolgenden Weltmeisterschaften (1984, 1985, 1987 und 1989).
Nach dem ersten Sieg bei der Vierschanzentournee 1982/83 und dem Gewinn des Gesamtweltcups im selben Jahr, holte Nykänen ein Jahr später bei den Olympischen Winterspielen in Sarajevo die Goldmedaille auf der Großschanze. Damit hatte er 20-jährig schon alle wichtigen Skisprungwettbewerbe gewonnen. Einen Monat später siegte er bei der Flugwoche von Oberstdorf und verbesserte den Skiflugweltrekord zuerst auf 182 m und dann auf 185 m.
1985 holte er sich in Planica den Skiflug-Weltmeistertitel mit einem neuerlichen Weltrekordflug auf 191 m. In diesem und im darauffolgenden Jahr sicherte sich der Finne wieder den Gesamtweltcup, obwohl er an der Vierschanzentournee 1985/86, die Teil des Weltcups war, gar nicht teilnahm. 1987 wurde er mit der Holmenkollen-Medaille geehrt.
Seine beste Saison hatte Nykänen aber 1987/88. Zunächst dominierte er die Vierschanzentournee und sicherte sich danach bei den Olympischen Winterspielen 1988 in Calgary alle drei im Skispringen vergebenen Goldmedaillen. Zudem gewann er zum vierten Mal den Gesamtweltcup.
Gegen Ende der 1980er-Jahre begann Nykänens Stern zu sinken, seine Alkoholkrankheit wurde offensichtlich. 1990 errang er bei der Skiflug-Weltmeisterschaft noch einmal eine Medaille, beendete seine Karriere aber im darauf folgenden Jahr.

## Bestleistungen
Mit vier Gesamtsiegen und einem zweiten Platz ist Nykänen der erfolgreichste Springer der Weltcupgeschichte. Den damals alleinigen Rekord für die meisten Siege bei Einzelspringen im Weltcup stellte der Finne am 18. Februar 1984 in Sarajevo mit seinem 14. Erfolg auf. Insgesamt erzielte er 46 Siege, eine Leistung, die erst Gregor Schlierenzauer am 3. Februar 2013 übertreffen konnte. Nykänen war 28 Jahre und 343 Tage lang alleiniger Rekordhalter, was seinerseits eine Bestleistung darstellt. Mit 35,38 % erzielte er außerdem die höchste Siegquote im Weltcup. Zum Zeitpunkt seines Rücktritts hatte Nykänen mehr Weltcupsiege errungen als Jens Weißflog und Andreas Felder, die in der Bestenliste hinter ihm folgten, zusammen. In der Saison 1987/88 erreichte Nykänen als erster Springer eine Siegquote von 50 %; dieser Rekord wurde erst 13 Jahre später durch Adam Małysz und danach auch durch Peter Prevc überboten. Nykänen war darüber hinaus der erste Springer, dem zehn Einzelsiege in einer Weltcup-Saison gelangen, und war zugleich der erste, der dies zweimal erreichte (1982/83, 1987/88). 
Mit einem Alter von 18 Jahren und 226 Tagen beim ersten Titelgewinn gehört Nykänen zu den jüngsten Weltmeistern im Skispringen.
Aufgrund seiner vier Gold- und einen Silbermedaille ist der Finne außerdem der erfolgreichste Springer bei Olympischen Winterspielen. Er war der erste Athlet, der bei einem olympischen Turnier sowohl auf der Normal- wie auch auf der Großschanze den ersten Platz erringen konnte und ist zugleich der einzige, der bei einer Veranstaltung drei olympische Goldmedaillen gewann (jeweils 1988). Durch seinen Sieg auf der Großschanze in Calgary wurde Nykänen außerdem zum ersten Skispringer, der dreimal Olympiagold errang. Er war zudem erst der zweite Skispringer, nach Birger Ruud 1932 und 1936, der bei zwei aufeinanderfolgenden Olympischen Spielen Erster wurde.
Nykänen ist ferner der einzige Springer, dem fünf Skiflugweltrekorde gelangen, wobei er in einem Fall aber lediglich seinen eigenen Rekord von 182 m einstellte. Den Rekord für vier neue Bestweiten teilt er sich mit Matti Hautamäki. Außerdem stand Nykänen bei jeder Skiflugweltmeisterschaft, an der er teilnahm, auf dem Podest. Der Finne ist damit der einzige Athlet, der fünf Einzelmedaillen in dieser Wettkampfserie gewann.
Unter Einbeziehung von Junioren- und Mannschaftswettbewerben gewann Nykänen in neun aufeinanderfolgenden Kalenderjahren (1981–1989) je mindestens einen internationalen Titel. Diese Leistung wurde bisher nur von Thomas Morgenstern übertroffen (elf Titel von 2003 bis 2013).
Neben Janne Ahonen ist Nykänen der erfolgreichste Skispringer Finnlands.

## Nach der Karriere
Nykänens Unternehmungen nach seinem Karriereende unter anderem als Popsänger und Stripper verliefen erfolglos. In den 1980er- und 1990er-Jahren war er dreimal verheiratet. 2001 heiratete er zum vierten Mal. In der finnischen Boulevardpresse wurde sehr ausführlich über jede Eskapade des Skispringers, der nach heutigen Erkenntnissen unter ADHS litt, berichtet. Im Jahr 2003 veröffentlichte Nykänen eine Autobiografie unter dem Titel Grüße aus der Hölle.
Im August 2004 geriet Matti Nykänen mit seiner Frau unter Verdacht des versuchten Totschlags. Ihnen wurde vorgeworfen, einen 59-jährigen Freund im Alkoholrausch nach einem Streit ums Fingerhakeln in einer Hütte in Nokia niedergestochen zu haben. Er wurde zu 26 Monaten Haft verurteilt. Im selben Jahr erlitt er einen Herzinfarkt, von dem er sich gut erholte. Nach Verbüßung von 13 Monaten wurde er im September 2005 auf Bewährung entlassen, jedoch bereits 103 Stunden später wegen des Vorwurfs, seiner Frau Mervi im Vollrausch mit einem schweren Gegenstand eine Kopfwunde zugefügt zu haben, wieder in U-Haft genommen. Nachdem Mervi aber keine Anzeige erstattet hatte, wurde Nykänen wieder auf freien Fuß gesetzt. Im März 2006 wurde Matti Nykänen erneut wegen Misshandlung seiner Frau zu einer Haftstrafe von vier Monaten verurteilt.
Im Jahr 2004 wurde Nykänen von finnischen Fernsehzuschauern im Rahmen der Sendung Suuret Suomalaiset auf Platz 11 der größten Finnen aller Zeiten gewählt. Er war zugleich der am höchsten gelistete Sportler in der Umfrage und lag dabei zehn Plätze vor Paavo Nurmi als nächstem Athleten.
Am 13. Januar 2006 kam ein Film über das Leben Matti Nykänens in die finnischen Kinos. Die Hauptrolle spielte der bekannte finnische Schauspieler Jasper Pääkkönen, als Stuntman stand ihm Pasi Ahonen zur Seite. In dem Film Eddie the Eagle – Alles ist möglich aus dem Jahr 2016 ist der von Edvin Endre dargestellte Nykänen als Nebencharakter zu sehen.
Am 28. Februar 2008 gewann Matti Nykänen den Veteranen-Weltmeistertitel auf der kleinen Schanze in Taivalkoski, Finnland in der Klasse der 40- bis 44-Jährigen. Am vorherigen Tag war er als Fünfter aus dem K-50-Wettbewerb hervorgegangen. 2011 gewann Nykänen in Harrachov den Titel ein zweites Mal.
Am 25. Dezember 2009 attackierte er nach Medienberichten seine Frau mit einem Messer und wurde erneut festgenommen. Mervi Tapola flüchtete mit Schnittwunden zu den Nachbarn. Daraufhin verurteilte ihn ein Gericht am 24. August 2010 im südwestfinnischen Pirkanmaa zu 16 Monaten Haft sowie zur Zahlung von 6600 Euro Schmerzensgeld. Das Berufungsgericht Turku bestätigte das Urteil. Am 29. Februar 2012 wurde er auf Bewährung entlassen.
Im Sommer 2014 heiratete Nykänen in fünfter Ehe Pia Talonpoika. Im November 2018 wurde bei ihm Diabetes mellitus diagnostiziert. Er wurde insulinpflichtig, verzichtete jedoch weiterhin nicht auf Alkohol. Nykänen starb am 4. Februar 2019, nachdem er kurz zuvor über Schwindel und Übelkeit geklagt hatte. Nach Angaben seiner Schwester starb er an Bauchspeicheldrüsen- und Lungenentzündung.
Clas Brede Bråthen, Sportdirektor des finnischen Skisprungverband, machte Nykänens Ableben noch am Todestag publik. In seinem Nachruf verglich er die Bedeutung des Verstorbenen für das Skispringen mit der, die Diego Maradona und Lionel Messi für den Fußball haben.

## Literatur

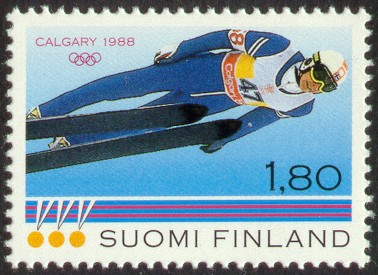
Finnische Briefmarke von 1988

## Erfolge

### Weltcupsiege im Einzel
| Nr. | Datum         | Ort                      | Typ           |
| --- | ------------- | ------------------------ | ------------- |
| 1.  | 30. Dez. 1981 | Oberstdorf               | Großschanze   |
| 2.  | 8. Feb. 1982  | Oslo (WM)                | Großschanze   |
| 3.  | 13. März 1982 | Tauplitz/Bad Mitterndorf | Flugschanze   |
| 4.  | 18. Dez. 1982 | Cortina d’Ampezzo        | Normalschanze |
| 5.  | 4. Jan. 1983  | Innsbruck                | Großschanze   |
| 6.  | 15. Jan. 1983 | Lake Placid              | Großschanze   |
| 7.  | 16. Jan. 1983 | Lake Placid              | Großschanze   |
| 8.  | 23. Jan. 1983 | Thunder Bay              | Großschanze   |
| 9.  | 18. Feb. 1983 | Vikersund                | Flugschanze   |
| 10. | 19. Feb. 1983 | Vikersund                | Flugschanze   |
| 11. | 20. Feb. 1983 | Vikersund                | Flugschanze   |
| 12. | 27. Feb. 1983 | Falun                    | Großschanze   |
| 13. | 27. März 1983 | Planica                  | Normalschanze |
| 14. | 18. Feb. 1984 | Sarajevo (Olympia & WM)  | Großschanze   |
| 15. | 3. März 1984  | Lahti                    | Normalschanze |
| 16. | 4. März 1984  | Lahti                    | Großschanze   |
| 17. | 17. März 1984 | Oberstdorf               | Flugschanze   |
| 18. | 18. März 1984 | Oberstdorf               | Flugschanze   |
| 19. | 4. Jan. 1985  | Innsbruck                | Großschanze   |
| 20. | 9. Feb. 1985  | Sapporo                  | Normalschanze |
| 21. | 2. März 1985  | Lahti                    | Normalschanze |
| 22. | 10. März 1985 | Oslo                     | Großschanze   |
| 23. | 23. März 1985 | Štrbské Pleso            | Normalschanze |
| 24. | 24. März 1985 | Štrbské Pleso            | Großschanze   |
| 25. | 11. Jan. 1986 | Harrachov                | Großschanze   |
| 26. | 18. Jan. 1986 | Klingenthal              | Großschanze   |
| 27. | 25. Jan. 1986 | Sapporo                  | Normalschanze |
| 28. | 26. Jan. 1986 | Sapporo                  | Großschanze   |
| 29. | 1. März 1986  | Lahti                    | Normalschanze |
| 30. | 2. März 1986  | Lahti                    | Großschanze   |
| 31. | 22. März 1986 | Planica                  | Normalschanze |
| 32. | 7. Dez. 1986  | Thunder Bay              | Großschanze   |
| 33. | 1. März 1987  | Lahti                    | Normalschanze |
| 34. | 8. März 1987  | Falun                    | Großschanze   |
| 35. | 5. Dez. 1987  | Thunder Bay              | Normalschanze |
| 36. | 6. Dez. 1987  | Thunder Bay              | Großschanze   |
| 37. | 19. Dez. 1987 | Sapporo                  | Normalschanze |
| 38. | 20. Dez. 1987 | Sapporo                  | Großschanze   |
| 39. | 1. Jan. 1988  | Garmisch-Partenkirchen   | Großschanze   |
| 40. | 4. Jan. 1988  | Innsbruck                | Großschanze   |
| 41. | 6. Jan. 1988  | Bischofshofen            | Großschanze   |
| 42. | 20. Jan. 1988 | St. Moritz               | Normalschanze |
| 43. | 5. März 1988  | Lahti                    | Normalschanze |
| 44. | 6. März 1988  | Lahti                    | Großschanze   |
| 45. | 17. Dez. 1988 | Sapporo                  | Normalschanze |
| 46. | 1. Jan. 1989  | Garmisch-Partenkirchen   | Großschanze   |

### Weltcup-Platzierungen
| Saison  | Platz | Punkte |
| ------- | ----- | ------ |
| 1981/82 | 04.   | 138    |
| 1982/83 | 01.   | 277    |
| 1983/84 | 02.   | 217    |
| 1984/85 | 01.   | 224    |
| 1985/86 | 01.   | 250    |
| 1986/87 | 06.   | 133    |
| 1987/88 | 01.   | 282    |
| 1988/89 | 09.   | 106    |
| 1989/90 | 19.   | 055    |

### Weltrekorde
| #  | Schanze                             | Ort        | Land           | Weite   | aufgestellt am | Rekord bis    |
| -- | ----------------------------------- | ---------- | -------------- | ------- | -------------- | ------------- |
| 79 | Heini-Klopfer-Skiflugschanze (K180) | Oberstdorf | BR Deutschland | 182,0 m | 16. März 1984  | 16. März 1984 |
| 80 | Heini-Klopfer-Skiflugschanze (K180) | Oberstdorf | BR Deutschland | 182,0 m | 16. März 1984  | 17. März 1984 |
| 81 | Heini-Klopfer-Skiflugschanze (K180) | Oberstdorf | BR Deutschland | 185,0 m | 17. März 1984  | 15. März 1985 |
| 83 | Velikanka bratov Gorišek (K185)     | Planica    | Jugoslawien    | 187,0 m | 15. März 1985  | 15. März 1985 |
| 84 | Velikanka bratov Gorišek (K185)     | Planica    | Jugoslawien    | 191,0 m | 15. März 1985  | 9. März 1986  |

### Schanzenrekorde
| Schanze                     | Ort                    | Land           | Weite   | aufgestellt am   | Rekord bis       |
| --------------------------- | ---------------------- | -------------- | ------- | ---------------- | ---------------- |
| Große Olympiaschanze (K107) | Garmisch-Partenkirchen | BR Deutschland | 104,0 m | 1. Januar 1984   | 1. Januar 1984   |
| Gross-Titlis-Schanze (K120) | Engelberg              | Schweiz        | 120,5 m | 26. Februar 1984 | 17. Februar 1985 |
| Große Olympiaschanze (K107) | Garmisch-Partenkirchen | BR Deutschland | 109,0 m | 1. Januar 1989   | 1. Januar 1994   |
| Vikersundbakken (K175)      | Vikersund              | Norwegen       | 171,0 m | 25. Februar 1990 | 18. Februar 1995 |